# Пиша, Мишель
Мише́ль Пиша́ (фр. Michel Pichat, полное имя Жан-Мишель Пиша (Jean-Michel Pichat); 1790 года, Вьен — 1828 года, Париж) — французский драматург периода романтизма.

## Биография
В 1819 году представил в Комеди Франсэз патриотическую драму «Turnus», принятую театром, но воспрещенную цензурой. В 1825 г. его классическая трагедия «Léonidas» имела бурный успех, которому способствовало тогдашнее всеобщее сочувствие к восставшим грекам.
Трагедия «Guillaume Tell» была воспрещена театральной цензурой реставрации и дана лишь после смерти автора, в 1830 году.

## Творчество
Пьесы
- «Turnus» (1819)
- «Louis, ou le Père juge»
- «Léonidas» (1822; постановка в 1825)
- «Guillaume Tell» (1828; постановка в 1830)

Пьесы в сотрудничестве с разными писателями:
- «Ali-pacha» (1822),
- «Louise» (1823),
- «Eudore et Gymodocée» (1824).